# Baix Espadà
El Baix Espadà és una comarca històrica i natural del País Valencià recollida al mapa comarcal proposat per Emili Beüt i Belenguer l'any 1934 sota el títol de Comarques naturals del Regne de València i reeditat amb algunes modificacions el 1971 per Lo Rat Penat. En aprovar-se l'actual divisió de les comarques valencianes l'any 1989, va quedar integrada a la Plana Baixa, nascuda a partir de la segregació de la part meridional de l'antiga comarca de la Plana de Castelló i la integració dels pobles de la banda oriental de l'Espadà. En aquest sentit, la comarca rebia el seu nom de la serra d'Espadà, eix vertebrador de la mateixa.
La capital del Baix Espadà fou la Vall d'Uixó, municipi que el 2015 representava la meitat de la seua població total, amb 31.671 habitants. L'altre pol comarcal va ser Onda, situat al nord, que comptava amb el terme municipal més extens. La resta de nuclis integrants foren Ribesalbes, Artesa, Tales, Suera, Benitandús, Veo, l'Alcúdia de Veo, Aín, Eslida, Artana i Alfondeguilla, tots ells ubicats a la zona més muntanyenca del territori.
La llengua pròpia del Baix Espadà era el valencià, a excepció de l'Alcúdia de Veo, nucli castellanoparlant.

## Geografia
La comarca limita al nord amb l'Alcalatén i al nord-est amb la Plana Alta per la serra de la Pedrissa. Pel sud la tanquen les planures del Camp de Morvedre i, per l'est i sud-est, les de la Plana Baixa. Per l'interior, està delimitada per la franja fronterera entre les zones valencianoparlant i castellanoparlant del País Valencià, que la separa de les comarques de l'Alt Millars, al nord-oest, i de l'Alt Palància, al sud-oest.